# Новозагарье
Новозагарье — деревня в Московской области России. Входит в Павлово-Посадский городской округ. Население — 251 чел. (2010).

## Расположение
Деревня Новозагарье расположена примерно в 13 км к юго-востоку от города Павловский Посад. Ближайшие населённые пункты — деревни Лёвкино, Пестово и Данилово.

## История
Деревня Новозагарье образовалась в результате слияния двух расположенных рядом населённых пунктов — села Загарье и деревни Новая Новинской волости Богородского уезда.
Деревня Загарье изначально носила другое название. В книгах Патриаршего Приказа 1628 года есть упоминание деревянной церкви Николая Чудотворца на погосте Никольском. В 1715 году этот погост упоминается уже как село Никольское. В источниках первой половины XIX встречается двойное название «Никольское-Загарье», а ближе к концу XIX века село уже обозначается как «Загарье».
О том, откуда произошло название «Загарье» нет единого мнения. Согласно одной версии, поселение образовалось за лесом, пострадавшем от сильного пожара, то есть «за гарью». По другой версии название происходит от старославянского слова «загара».
Деревня Новая упоминается в письменных источниках значительно позже. Название «Новая» по всей видимости объясняется тем, что туда переселились бывшие жители другой деревни, которая по легенде провалилась под землю или просто сгорела.
В 1753 году Н. М. Леонтьев купил село у А. В. Чичериной; в 1796 году от его жены имение перешло её племяннику графу С. П. Румянцеву.
В данных Всесоюзной переписи 1926 года уже значится название объединённой деревни — Ново-Загарье. Загарье и Новая разделены большим прудом на реке Осиновке.
В 1994—2003 годах Новозагарье — центр Новозагарского сельского округа.
С 2004 до 2017 гг. деревня входила в Аверкиевское сельское поселение Павлово-Посадского муниципального района.

## Известные уроженцы
- Багрецов, Фёдор Алексеевич

## Население
| 1926 | 2002 | 2006 | 2010 |
| ---- | ---- | ---- | ---- |
| 465  | ↘266 | ↘261 | ↘251 |

## Достопримечательности
В деревне Новозагарье расположена церковь Николая Чудотворца. Каменная церковь была построена в 1715 году рядом с деревянной. В 1844 церковь перестраивалась. В 1907—1911 трапезная и колокольня были перестроены в русском стиле. Церковь закрыли в 1938 году, но вновь открыли уже в 1943 году.